# Erik Werenskiold
Erik Theodor Werenskiold (Eidskog, 11 de febrero de 1855 - 23 de noviembre de 1938) fue un pintor e ilustrador noruego. Es particularmente conocido por sus ilustraciones para la colección de Cuentos populares noruegos de Asbjørnsen y Moe, así como sus ilustraciones para la edición noruega de la Heimskringla de Snorri Sturlason.

## Biografía
Erik Werenskiold nació en Eidskog, en Granli gaard, al sureste de Kongsvinger en el condado de Hedmark, Noruega. Vivió allí sus primeros cuatro años de vida con su familia, hasta que se mudaron a Kongsvinger, donde su padre, el capitán Frederik Daniel Werenskiold era comandante de la fortaleza de la ciudad. Asistió a la escuela nacional de Kongsvinger y luego, en los tres años comprendidos entre 1869 y 1872, estuvo en la escuela privada de latín de Harald Aars y Peter Voss (Aars og Voss' skole) en Cristianía (Oslo).
Por consejo del pintor Adolph Tidemand, asistió a una escuela de pintura en 1872. Durante 1873 fue alumno del escultor noruego Julius Middelthun (1820-1886) en la Escuela de Dibujo de Cristianía (Tegneskolen i Kristiania). En otoño de 1875 estudió durante un breve periodo en el estudio del pintor y escultor Axel Ender. Luego partió a Múnich, donde permaneció por cuatro años, matriculándose en la Academia de Bellas Artes de Múnich de 1876 (o 1877) a 1879 (o 1880), donde estudió retratos y escenas de género típicas con Wilhelm von Lindenschmitt y Ludwig von Löfftz. Las ilustraciones de cuentos de hadas noruegos le habían interesado desde su época en Múnich, y ahora tuvo la oportunidad de hacerlo, cuando recibió el encargo de ilustrar en 1878 y 1879 la colección de cuentos Norske folke- og huldreeventyr de Asbjørnsen y Moe. Este primer encargo fue decisivo para su creciente reputación como ilustrador entre el público noruego. Fiel a este éxito, ilustró otros cuentos y leyendas populares de los mismos prolíficos autores hasta 1910, como las Eventyrbog for Børn (Aventuras para Niños), obra en tres tomos de Asbjørnsen y Moe, entre 1882 y 1887, junto a Theodor Kittelsen.
Su encuentro con la pintura al aire libre y el naturalismo francés de la pintura aérea francesa, en particular con Charles-François Daubigny, en una exposición de arte francés en Múnich en 1879, convenció a Werenskiold de la superioridad francesa sobre la pintura de estudio alemana. En la primavera de 1880, Werenskiold quedó paralizado del brazo derecho. Tras medio año de hospitalización y recuperación en Suiza, en Alta Baviera y Tirol, finalmente recuperó la salud. Entre 1881 y 1883 se trasladó a París, donde vivía una pequeña comunidad de artistas noruegos a quienes se unió, Christian Krohg, Gerhard Munthe y Frits Thaulow, interesados también en el movimiento naturalista. Hasta 1883, fue alumno de Léon Bonnat. Entre 1883 y 1885, Werenskiold regresó a Noruega a pasar los veranos en Telemark, donde pintó varios cuadros de campesinos noruegos en el campo, así como retratos de personajes famosos como Bjørnstjerne Bjørnson y Henrik Ibsen. Regresó a Francia en 1884 y 1885 y estudió con Léon Bonnat (1888-89). En la primavera de 1895 realizó un viaje de estudios a Roma y Florencia. Durante una segunda estancia en París, entre 1888 y 1889, trabajó en el estudio de Bonnat. En otoño de 1889, participó, junto con Christian Krohg y Frits Thaulow, en la gran exposición impresionista de Copenhague, en la que también se expusieron cuadros de Manet, Cézanne y Guillaumin.
Entre 1896 y 1899, se encargó de ilustrar la reedición de las Sagas Reales del escritor medieval  Snorri Sturluson, conocidas como Heimskringla (1899) . En 1903/1904, utilizó su arte para ilustrar la novela Familjen paa Gilje (La Familia de Gilje), de Jonas Lie.
En las décadas de 1880 y 1890 Werenskiold fue muy influido por el naturalismo, para luego alejarse de esa corriente y buscar nuevas direcciones en el arte nacional noruego. Entre otras, pintó las paredes de la villa de Fridtjof Nansen en Lysaker. En 1885 fue profesor de la pintora noruega Helga Marie Ring Reusch, marcando la trayectoria artística de esta. Su amplia gama de retratos caracterizados conforman todo un panteón de noruegos famosos de su época: Además de los retratos de Bjørnstjerne Bjørnson (1885), Edvard Grieg (1891/1892), y Henrik Ibsen (1895), también pintó retratos de los pintores Nils Hansteen (1878), Nicolas Ulfsten (1882), Kitty Kielland (1891), y de los escritores  Knut Hamsun (1889) y Hans Kinck en varias ocasiones. Werenskiold empezó a recibir el sueldo de artista nacional noruego a partir de 1908. A partir de 1910, se interesó primero por el grabado y, después de 1920, por la litografía, realizando retratos de escritores en forma de grabados.

## Vida personal y honores

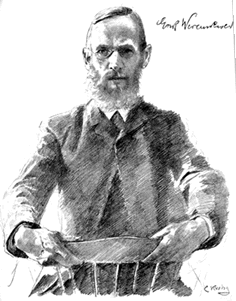
Ilustración en 1891

Estaba casado con la pintora Sophie Marie Stoltenberg Thomesen (1849-1926). Era cuñado de la periodista Fernanda Nissen y yerno del comerciante y político noruego Thomes Thomesen. Fue padre del geólogo Werner Werenskiold (1883-1961) y del escultor Dagfin Werenskiold (1892-1977).
Fue nombrado  caballero de la Orden de San Olaf en 1890, Comendador en 1905, Comendador de 1.ª clase en 1930. y Gran Cruz en 1935. También fue nombrado Comandante de la Orden de Dannebrog. Murió en Bærum, en el condado de Akershus, Noruega. Fue enterrado en el cementerio de Nuestro Salvador (Vår Frelsers gravlund) en Oslo.

## Galería

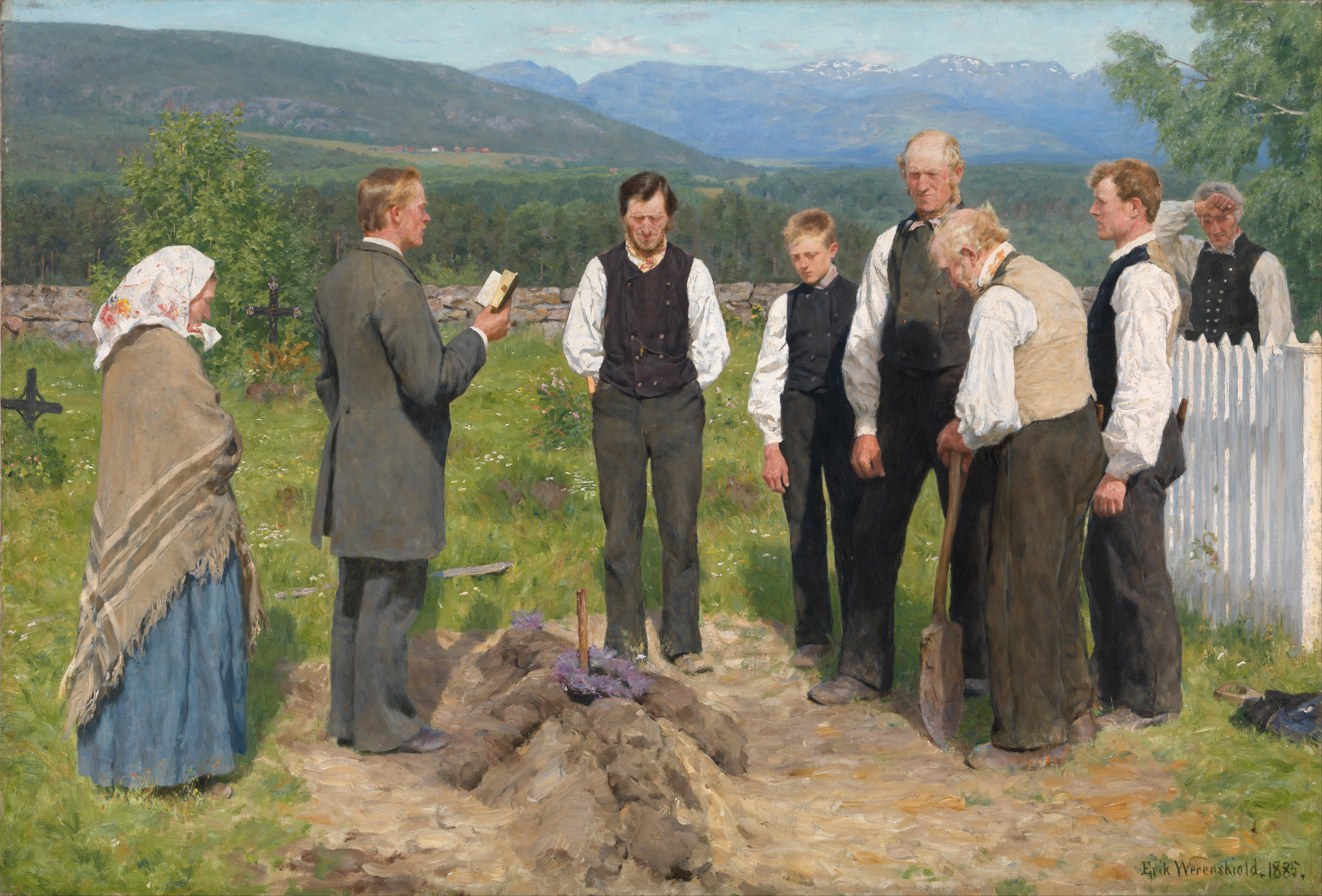
Peasant Burial (1885)
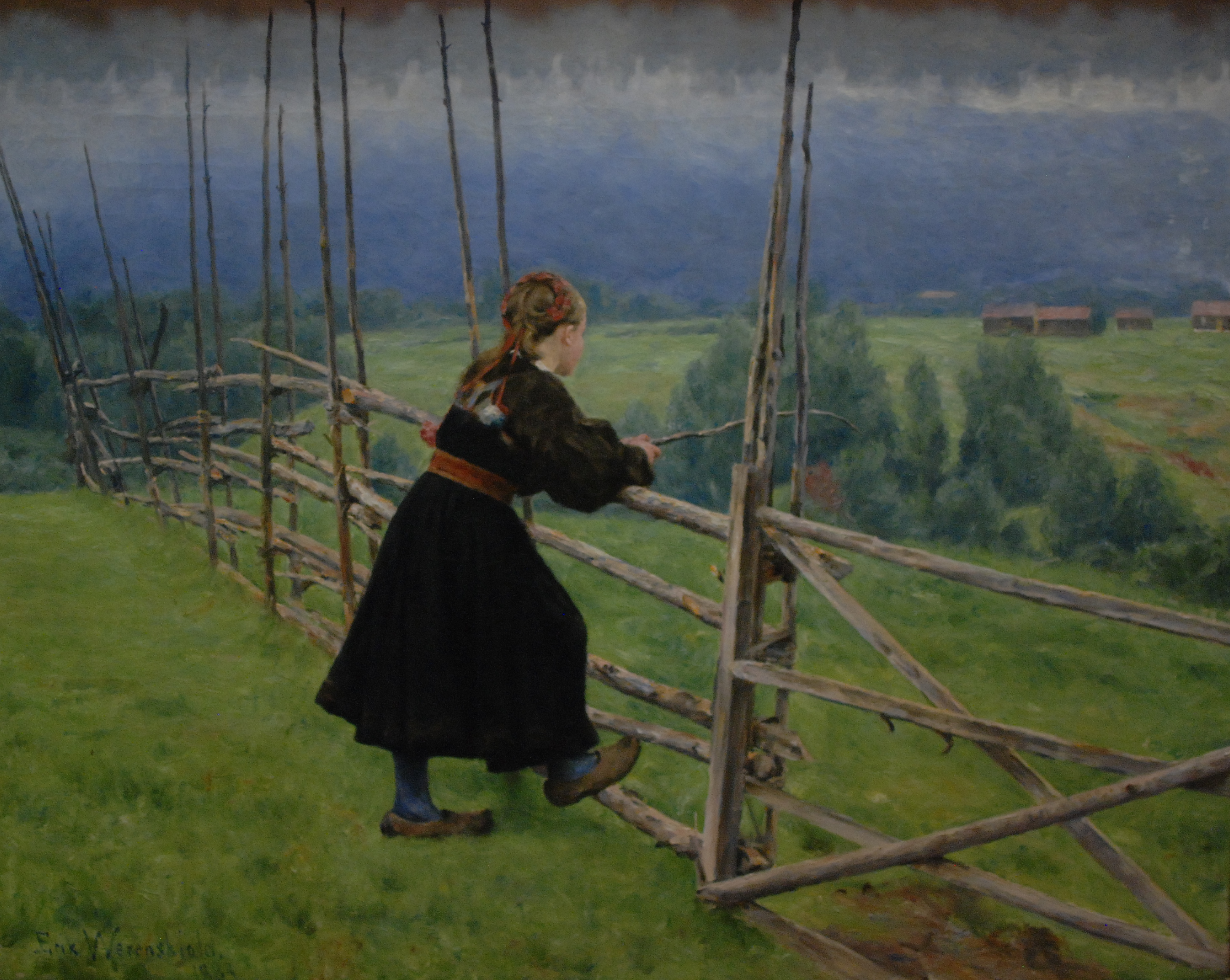
På slätten (1883)
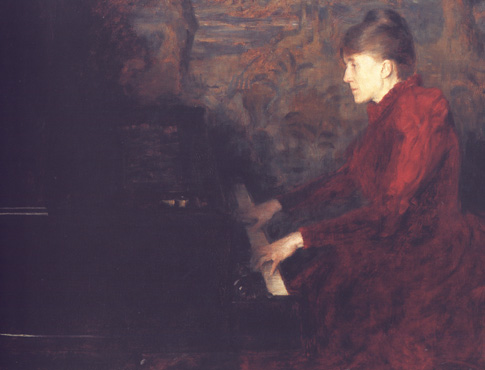
Erika Nissen (hacia 1890)
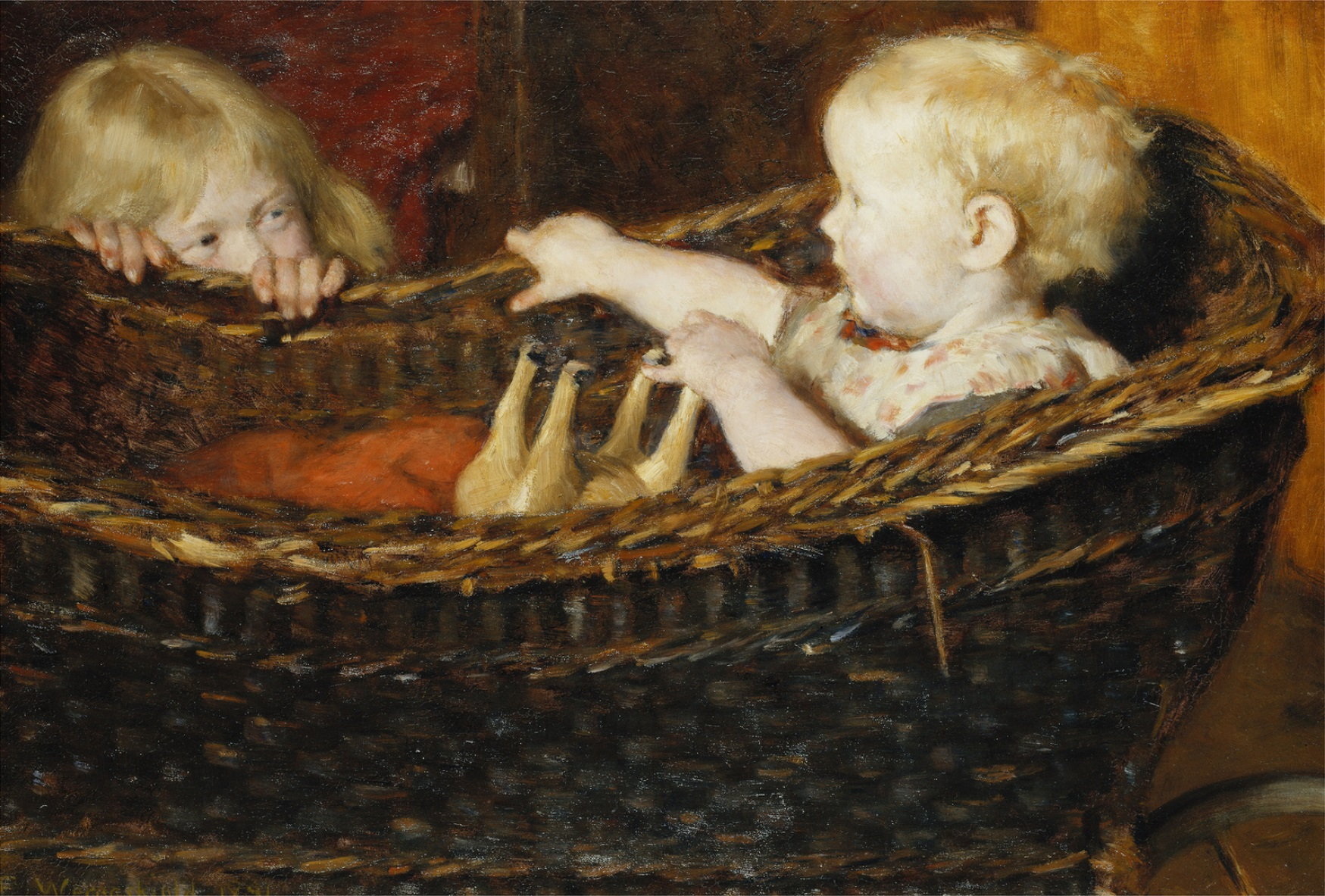
Children playing (1891)
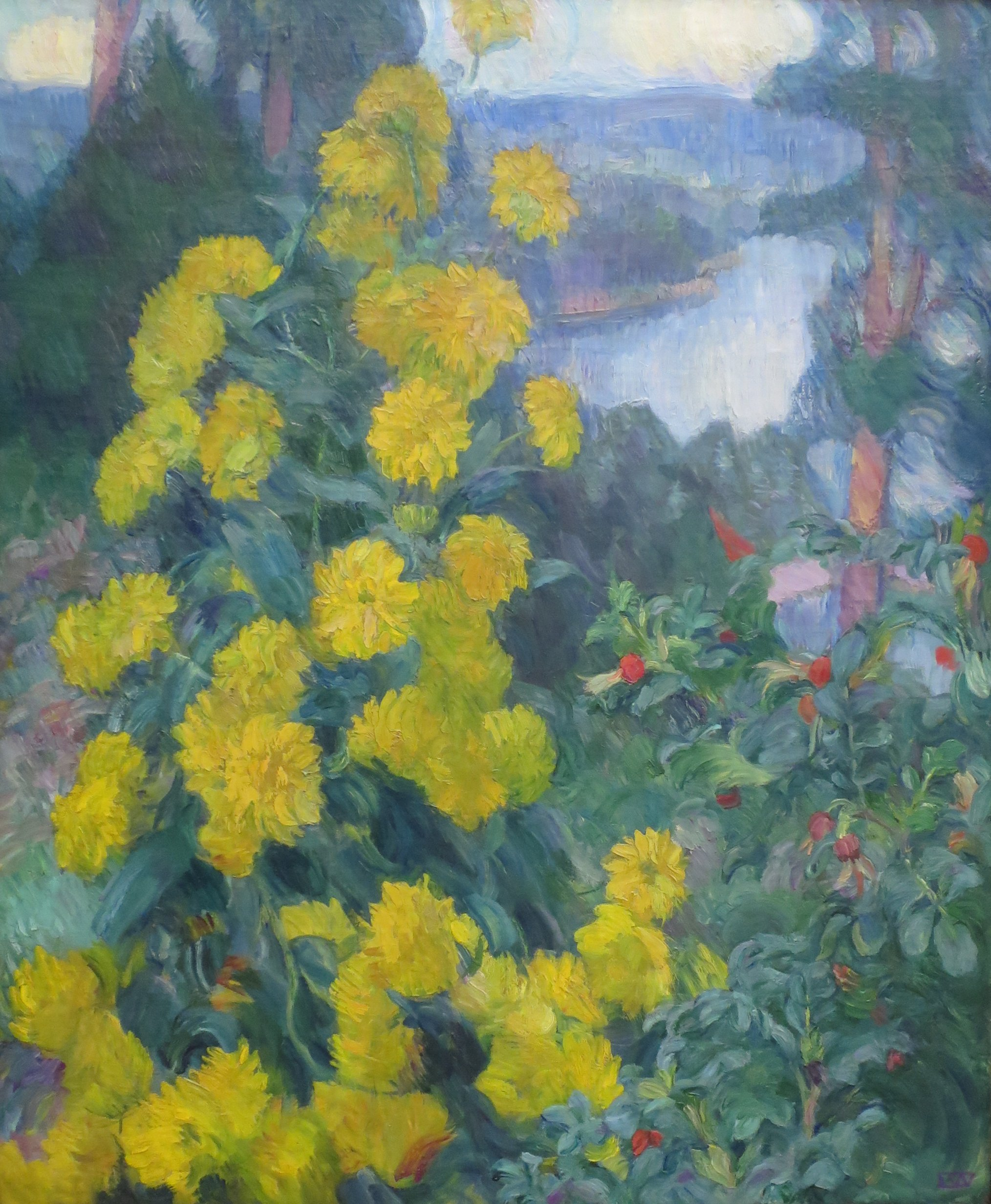
Golden Flowers (1913)
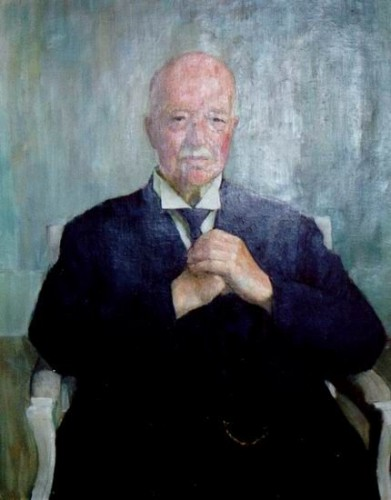
Retrato del Director Tore Olaus Engset (1935)
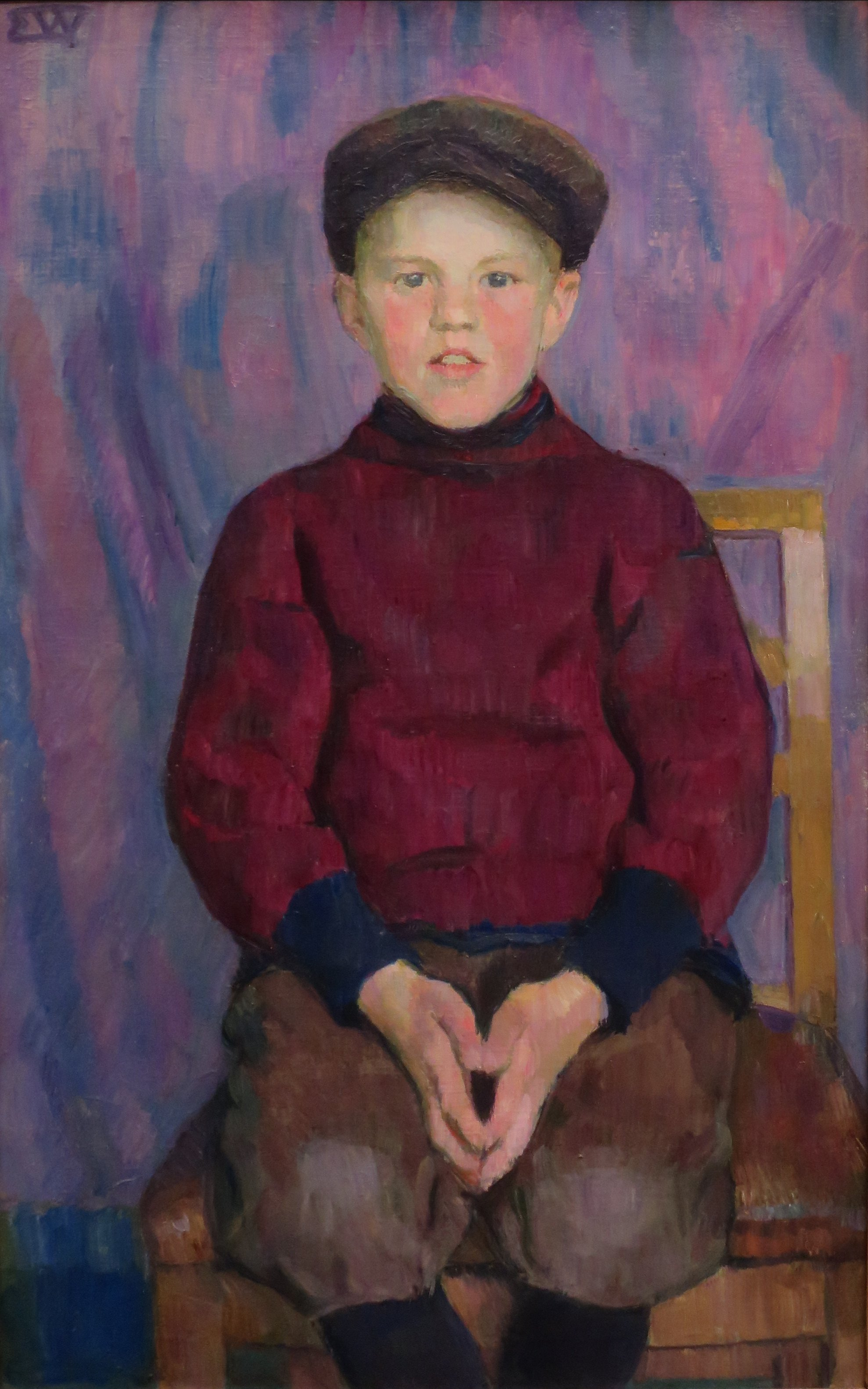
A Boy'
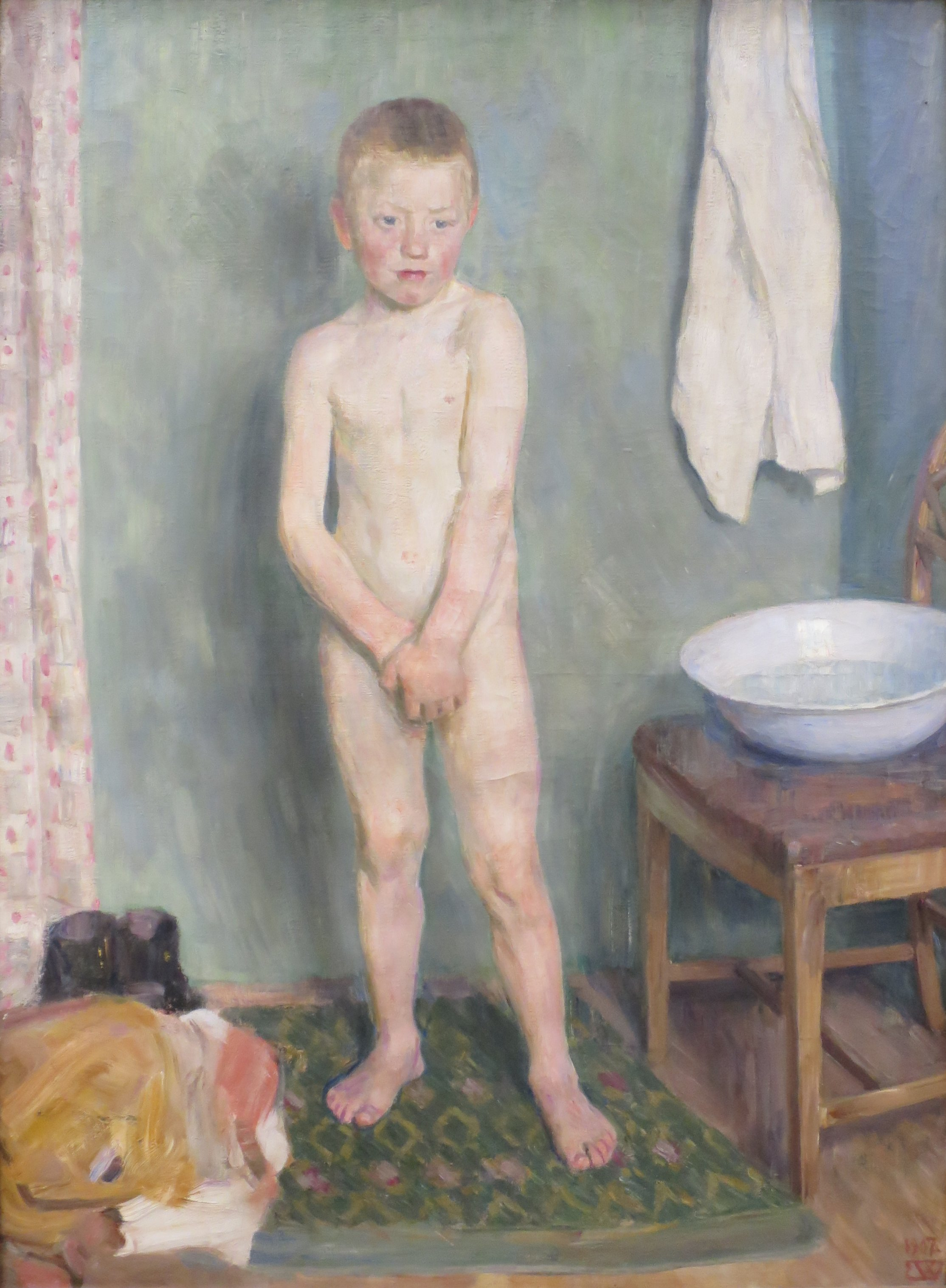
The boy by the Washbasin (1907)
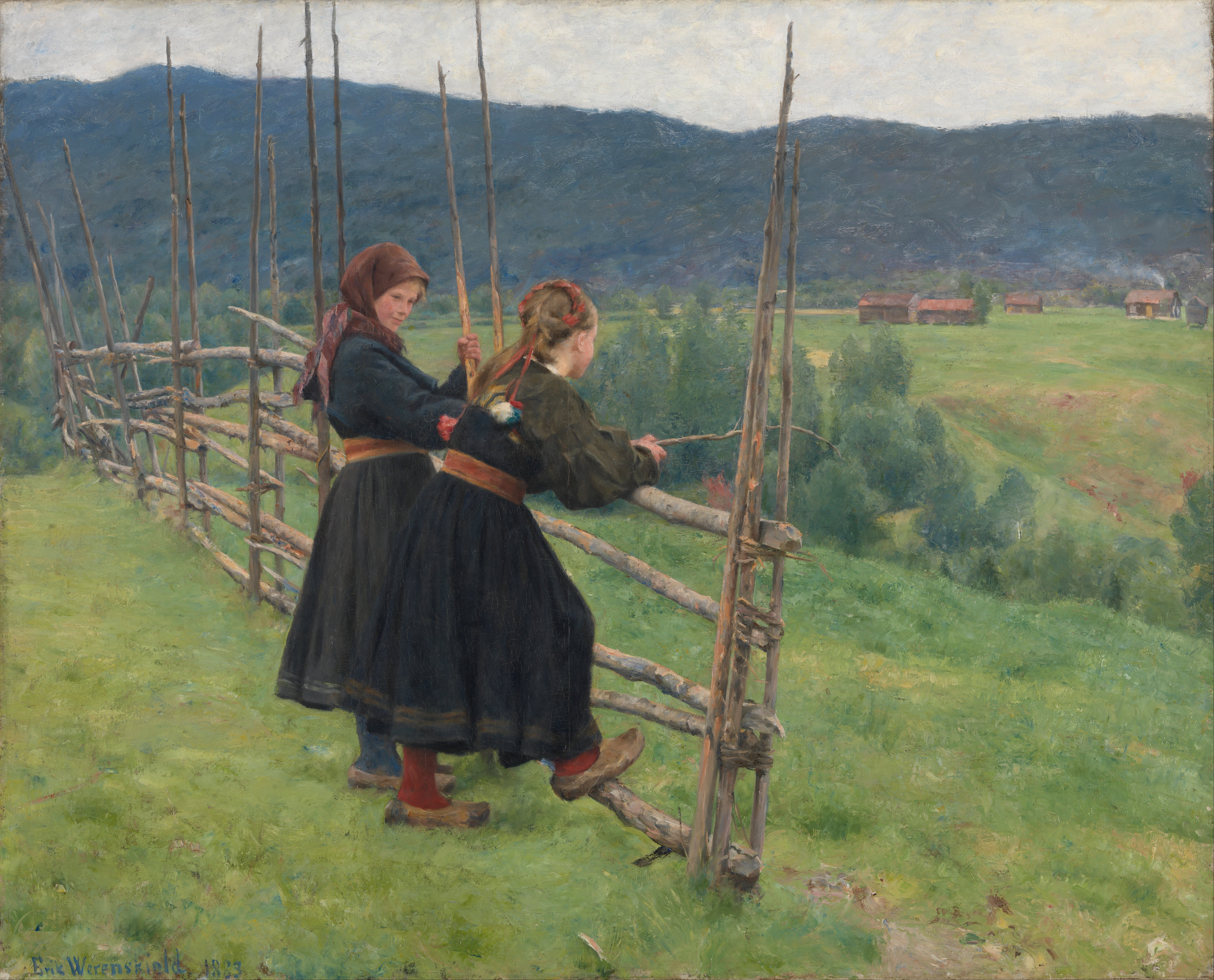
September (1883)
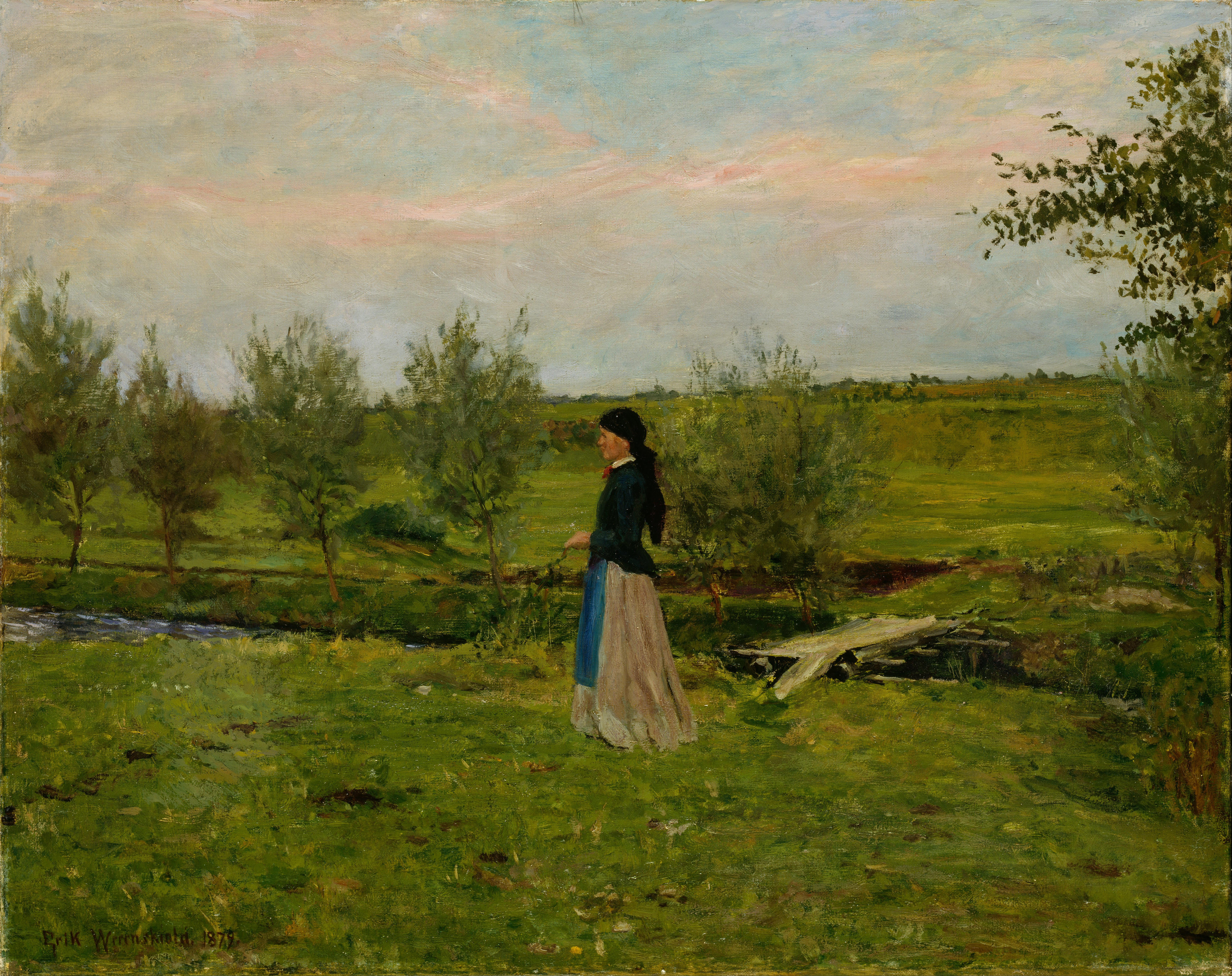
Evening at Pipping (1879)
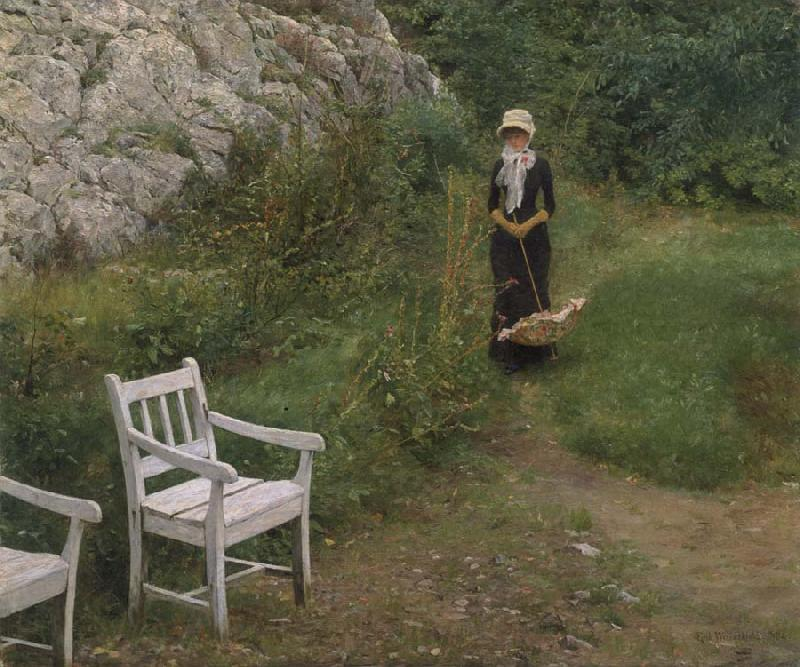
In family surroundings (hacia 1890)
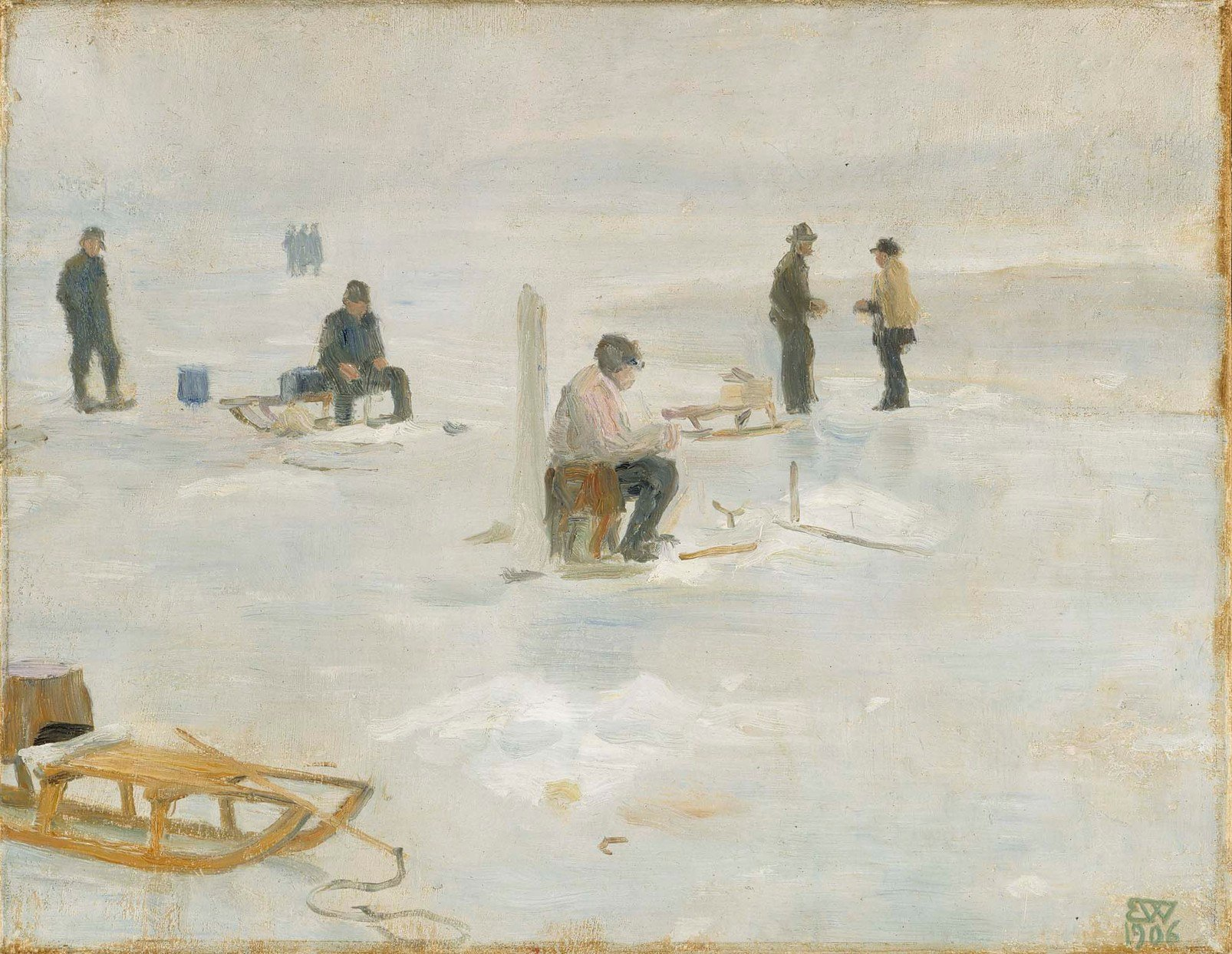
Winter Fishing (1906)
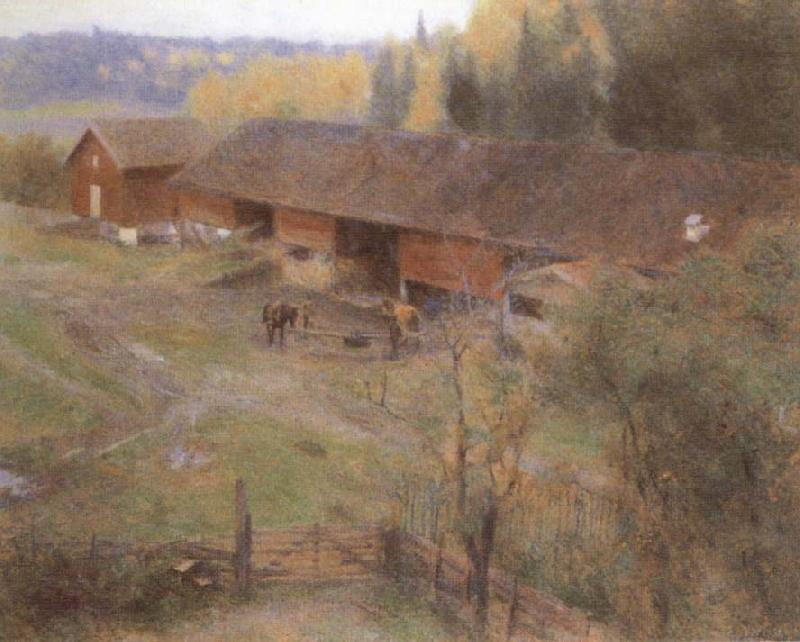
Autumn (hacia 1900)
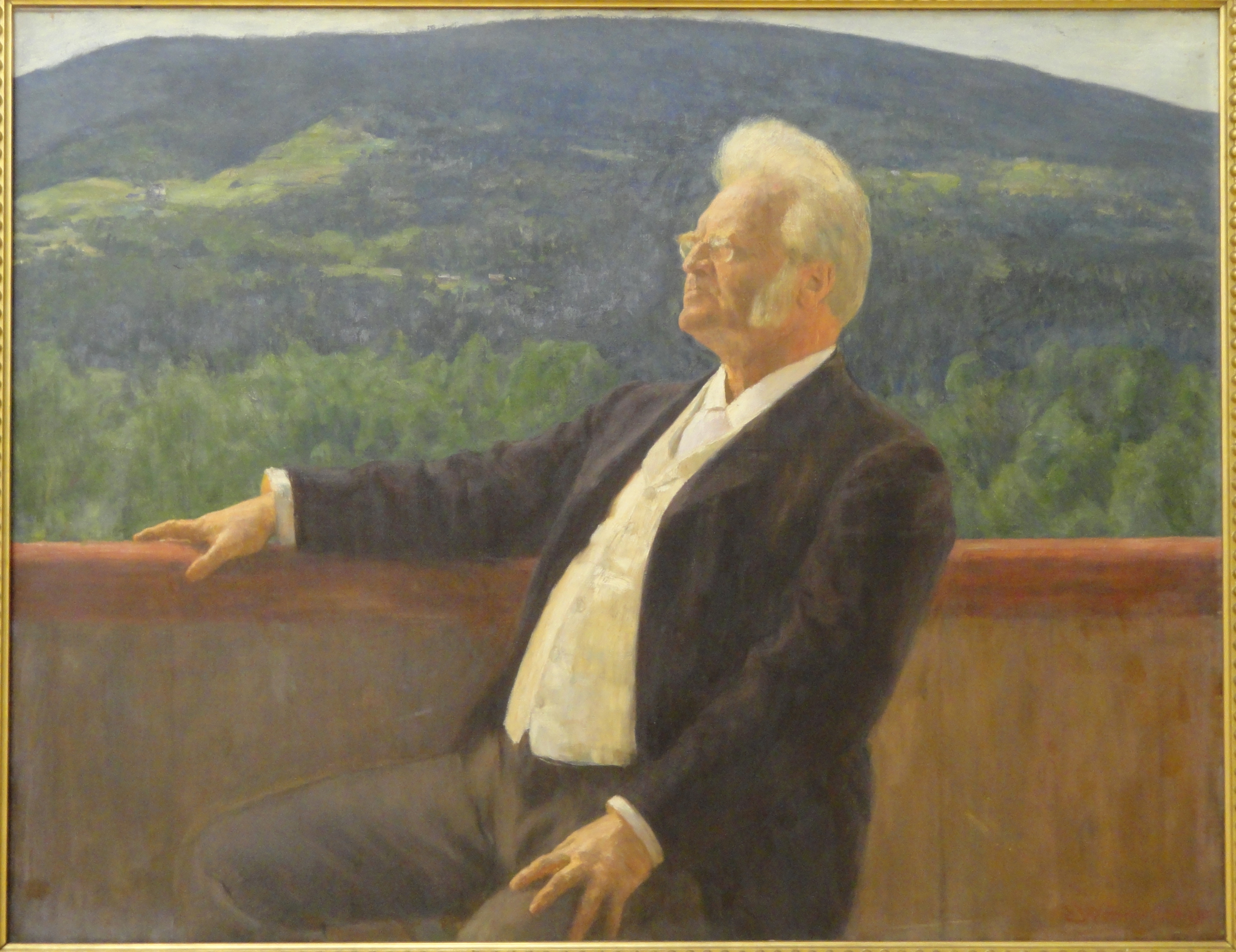
Retrato de Bjornstjerne Bjornson (1900)
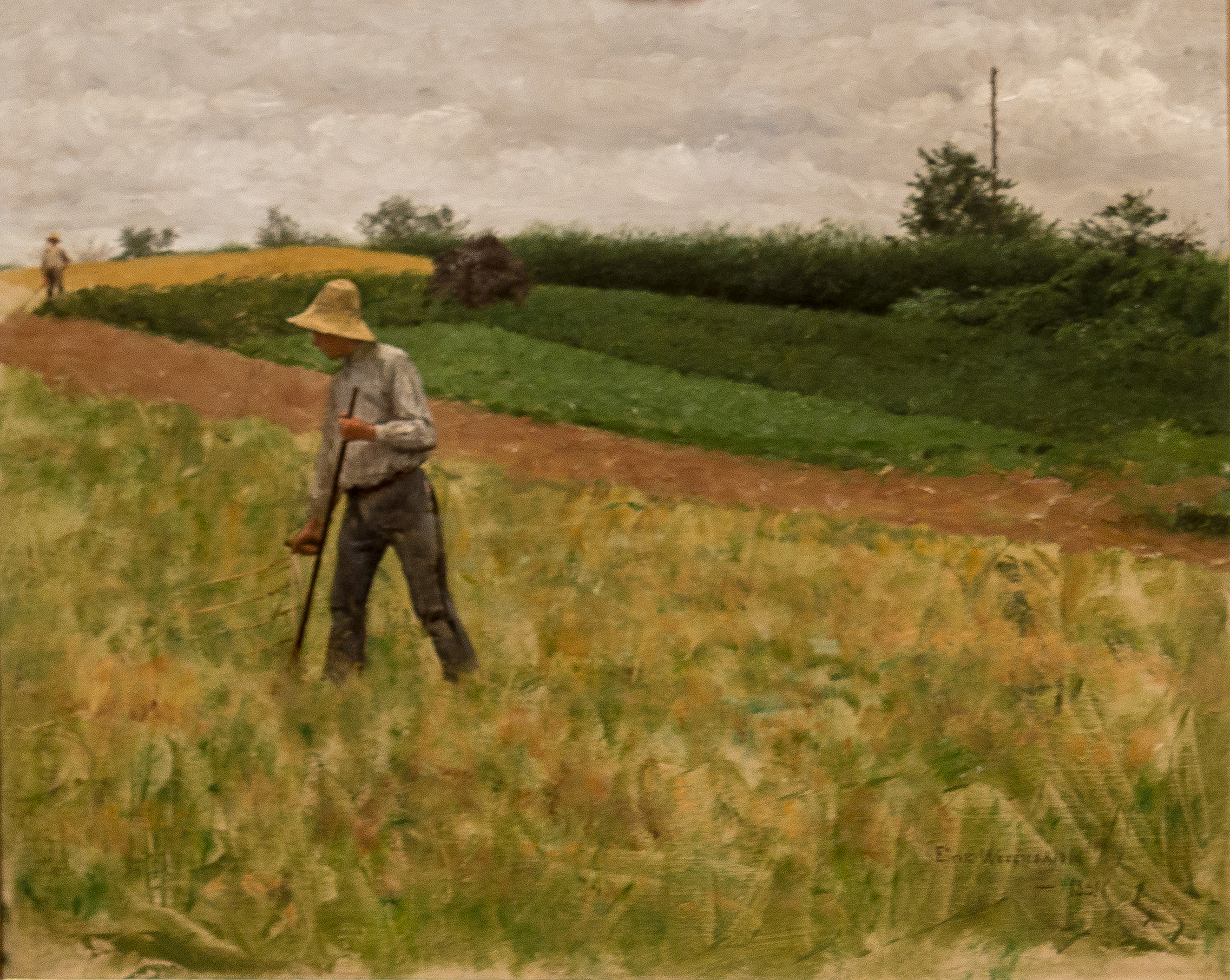
Landskap med slåttekar (1881)
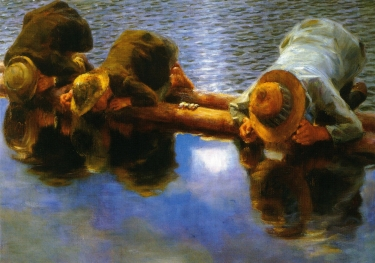
Werenskiold Drinking (hacia 1900)